# Edmund Hirst
Edmund Langley Hirst (ur. 21 lipca 1898 w Preston zm. 29 października 1975 w Edynburgu) – brytyjski chemik.
Od 1948 tytuł Rycerza Wielkiego Krzyża Orderu Imperium Brytyjskiego, członek Royal Society w Londynie.

## Kariera
W okresie pomiędzy 1959 a 1968 piastował stanowisko rektora Chemii Organicznej na Uniwersytecie w Edynburgu. W latach 1959–1964 był przewodniczącym Royal Society of Edinburgh. W 1934 roku wraz z Normanem Haworthem, jako pierwszy syntetyzował witaminę C. Edmund Hirst w 1968 roku otrzymał tytuł doktora honoris causa Uniwersytetu Heriot-Watt w Edynburgu.